# Petar Nadoveza
Petar Nadoveza (ur. 9 kwietnia 1942 w Szybeniku, zm. 19 marca 2023) – chorwacki piłkarz grający na pozycji napastnika.

## Kariera piłkarska
Od 1959 do 1975 roku występował w HNK Šibenik, Hajduku Split i KSC Lokeren.

## Kariera trenerska
Po zakończeniu piłkarskiej kariery pracował jako trener w Hajduku Split, HNK Šibenik, CA Bizertin, Olimpii Lublana i Cerezo Osaka.